# 乌镇国际互联农业博览园
乌镇国际互联农业博览园由浙江道济农业科技发展有限公司投资建设，园区位於乌镇正福村，项目用地面积约1023.8亩，总投资约2.24亿元。

## 建设进度
2018年2月8日，桐乡市政府、乌镇镇政府与浙江道济农业科技发展有限公司签署了《乌镇国际互联农业博览园项目战略合作项目》；
2018年5月12日，“乌镇国际互联农业博览园项目”举行开工仪式。 
2019年1月10日，乌镇国际互联农业博览园与中国铁塔集团签署战略合作协议；
2019年10月15日，乌镇国际互联农业博览园5G智慧农场首发会召开。2019年11月5日，乌镇“5G科技小番茄”以浙江首个农业展品的身份出现在进博会新西兰展馆。
2019年11月8日，乌镇国际互联农业博览园与新西兰ANC贸易公司签订了300吨、价值159万美元的番茄订单。